# Discestra atlantis
Discestra atlantis là một loài bướm đêm trong họ Noctuidae.